# Federico Manfredi

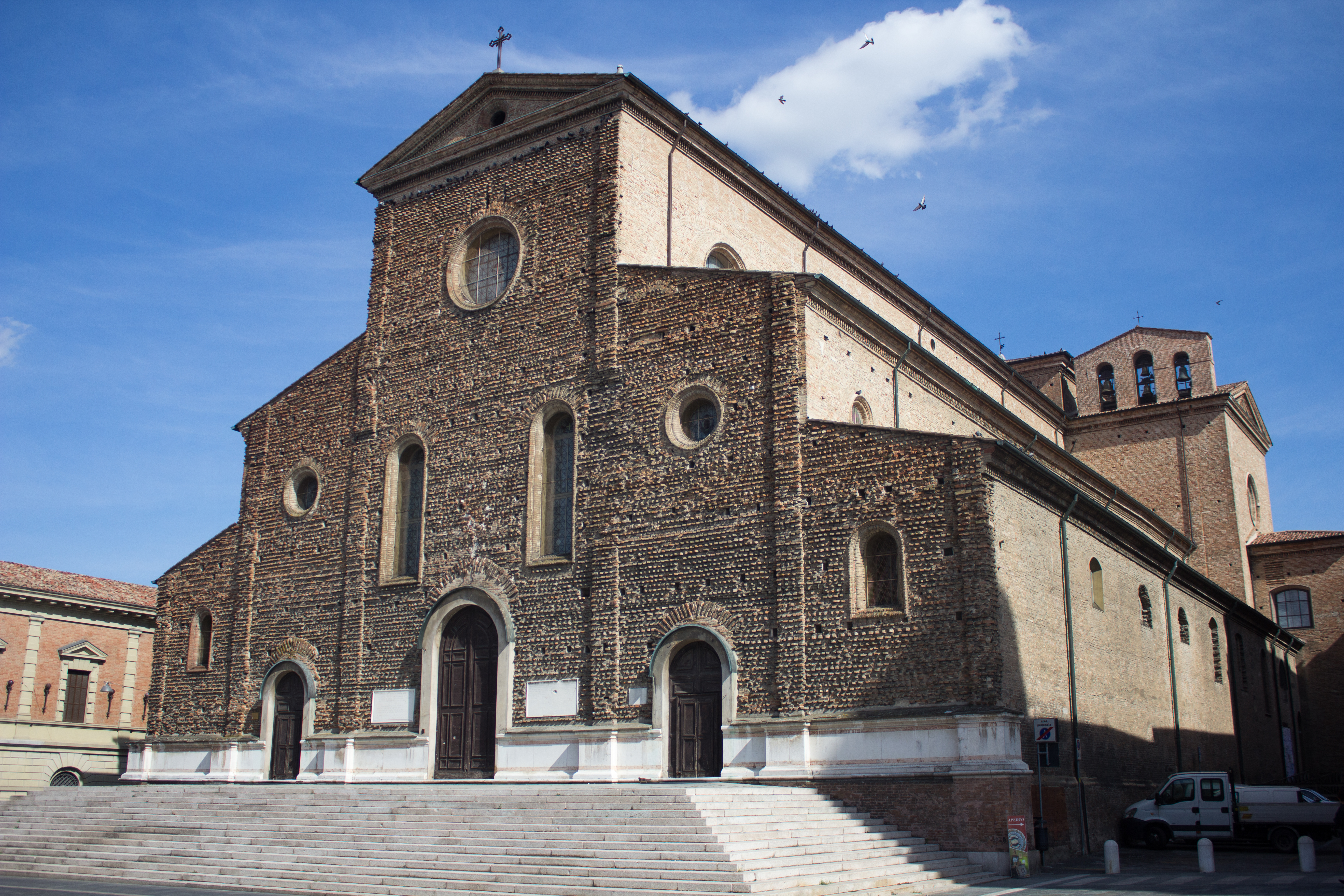
Cattedrale di Faenza

Federico Manfredi (Faenza, 1441 circa – Rimini, 1484) è stato un vescovo cattolico italiano.

## Biografia
Era figlio di Astorre II Manfredi, signore di Faenza, e di Giovanna da Barbiano, figlia del condottiero Lodovico da Barbiano.
Venne ammesso tra i canonici faentini e nominato protonotario apostolico da papa Callisto III nel 1463. Morto in quell'anno il vescovo Alessandro Stampetti, il padre Astorre lo propose al vescovato, ma papa Pio II si oppose, vista la giovane età di Federico.
Venne comunque eletto nel 1471, alla morte di Bartolomeo Gandolfi. Con l'appoggio del fratello Carlo, succeduto al padre nella signoria nel 1468, il vescovo iniziò a vessare i faentini con gabelle per la costruzione di una nuova cattedrale. Quando il fratello Carlo lasciò nel 1477 la signoria a causa di una malattia, Federico ottenne l'investitura imperiale e i diritti di successione per il nipote Ottaviano di cinque anni, nella speranza di insediarsi come reggente, e scavalcando così l'altro fratello Galeotto. Galeotto, visti lesi i propri diritti, invase con alcuni mercenari alcune zone del feudo. Federico si armò e rispose all'attacco, riprendendosi alcune terre. Ma a Brisighella si fermò, visto che la popolazione non lo seguiva e fece ritorno a Faenza. Nel frattempo il papa e Girolamo Riario abbandonarono il vescovo Federico, scegliendo le parti di Galeotto. Il popolo si sollevò contro le angherie di Federico, che fu costretto ad allontanarsi di notte dalla città. Mentre si recava a Lugo, seguito dal fratello Carlo, i rivoltosi saccheggiarono il suo palazzo, spogliandolo del contenuto. I due si rifugiarono a Ferrara, mentre veniva richiesto a Federico, che si oppose, di lasciare la sua carica. Nel 1478 venne dichiarato decaduto.
Federico morì di peste a Rimini nel 1484.

## Discendenza
Federico ebbe quattro figli naturali:
- Carlo, vivente nel 1507
- Marcantonio
- Lucia, monaca
- Girolamo, sposò nel 1506 Adriana Contarini di Venezia

## Ascendenza
|                                              |                                             |                                                      | Genitori                                             |  |  | Nonni |  |  | Bisnonni                                 |  |  | Trisnonni                                |  |
|                                              |                                             |                                                      |                                                      |  |  |       |  |  | 8. Astorre I Manfredi, signore di Faenza |  |  | 16. Giovanni Manfredi, signore di Faenza |  |
|                                              |                                             |                                                      |                                                      |  |  |       |  |  | 8. Astorre I Manfredi, signore di Faenza |  |  | 16. Giovanni Manfredi, signore di Faenza |  |
|                                              |                                             | 17. Ginevra Mongardino                               |                                                      |  |  |       |  |  | 8. Astorre I Manfredi, signore di Faenza |  |  |                                          |  |
| 4. Gian Galeazzo Manfredi, signore di Faenza |                                             |                                                      |                                                      |  |  |       |  |  | 8. Astorre I Manfredi, signore di Faenza |  |  |                                          |  |
|                                              |                                             | 9. Leta da Polenta                                   | 18. Guido III da Polenta, signore di Ravenna         |  |  |       |  |  |                                          |  |  |                                          |  |
|                                              |                                             | 9. Leta da Polenta                                   | 18. Guido III da Polenta, signore di Ravenna         |  |  |       |  |  |                                          |  |  |                                          |  |
|                                              |                                             | 9. Leta da Polenta                                   | 19. Elisa d'Este                                     |  |  |       |  |  |                                          |  |  |                                          |  |
| 2. Astorre II Manfredi, signore di Faenza    |                                             | 9. Leta da Polenta                                   |                                                      |  |  |       |  |  |                                          |  |  |                                          |  |
|                                              |                                             | 10. Galeotto I Malatesta, signore di Rimini e Cesena | 20. Pandolfo I Malatesta, signore di Rimini e Pesaro |  |  |       |  |  |                                          |  |  |                                          |  |
|                                              |                                             | 10. Galeotto I Malatesta, signore di Rimini e Cesena | 20. Pandolfo I Malatesta, signore di Rimini e Pesaro |  |  |       |  |  |                                          |  |  |                                          |  |
|                                              |                                             | 10. Galeotto I Malatesta, signore di Rimini e Cesena | 21. Taddea                                           |  |  |       |  |  |                                          |  |  |                                          |  |
| 5. Gentile Malatesta                         |                                             | 10. Galeotto I Malatesta, signore di Rimini e Cesena |                                                      |  |  |       |  |  |                                          |  |  |                                          |  |
|                                              |                                             | 11. Gentile da Varano                                | 22. Rodolfo II da Varano, signore di Camerino        |  |  |       |  |  |                                          |  |  |                                          |  |
|                                              |                                             | 11. Gentile da Varano                                | 22. Rodolfo II da Varano, signore di Camerino        |  |  |       |  |  |                                          |  |  |                                          |  |
|                                              |                                             | 11. Gentile da Varano                                | 23. Camilla Chiavelli                                |  |  |       |  |  |                                          |  |  |                                          |  |
| 1. Federico Manfredi                         |                                             | 11. Gentile da Varano                                |                                                      |  |  |       |  |  |                                          |  |  |                                          |  |
|                                              | 12. Alberico II da Barbiano, conte di Cunio | 24. Lodovico da Barbiano, conte di Cunio             |                                                      |  |  |       |  |  |                                          |  |  |                                          |  |
|                                              | 12. Alberico II da Barbiano, conte di Cunio | 24. Lodovico da Barbiano, conte di Cunio             |                                                      |  |  |       |  |  |                                          |  |  |                                          |  |
|                                              | 12. Alberico II da Barbiano, conte di Cunio | 25. Isabella Manfredi                                |                                                      |  |  |       |  |  |                                          |  |  |                                          |  |
| 6. Lodovico da Barbiano, conte di Cunio      | 12. Alberico II da Barbiano, conte di Cunio |                                                      |                                                      |  |  |       |  |  |                                          |  |  |                                          |  |
|                                              |                                             | 13. Antonia Manfredi                                 | 26. Astorre I Manfredi, signore di Faenza (= 8.)     |  |  |       |  |  |                                          |  |  |                                          |  |
|                                              |                                             | 13. Antonia Manfredi                                 | 26. Astorre I Manfredi, signore di Faenza (= 8.)     |  |  |       |  |  |                                          |  |  |                                          |  |
|                                              |                                             | 13. Antonia Manfredi                                 | 27. Leta da Polenta (= 9.)                           |  |  |       |  |  |                                          |  |  |                                          |  |
| 3. Giovanna da Barbiano                      |                                             | 13. Antonia Manfredi                                 |                                                      |  |  |       |  |  |                                          |  |  |                                          |  |
|                                              |                                             | 14. Filippino Casati, patrizio milanese              | 28. Giovanni "Giovannino" Casati                     |  |  |       |  |  |                                          |  |  |                                          |  |
|                                              |                                             | 14. Filippino Casati, patrizio milanese              | 28. Giovanni "Giovannino" Casati                     |  |  |       |  |  |                                          |  |  |                                          |  |
|                                              |                                             | 14. Filippino Casati, patrizio milanese              | …                                                    |  |  |       |  |  |                                          |  |  |                                          |  |
| 7. Fiorbellina Casati                        |                                             | 14. Filippino Casati, patrizio milanese              |                                                      |  |  |       |  |  |                                          |  |  |                                          |  |
|                                              |                                             | 15. Elisabetta Rusconi                               | …                                                    |  |  |       |  |  |                                          |  |  |                                          |  |
|                                              |                                             | 15. Elisabetta Rusconi                               | …                                                    |  |  |       |  |  |                                          |  |  |                                          |  |
|                                              |                                             | 15. Elisabetta Rusconi                               | …                                                    |  |  |       |  |  |                                          |  |  |                                          |  |
|                                              |                                             | 15. Elisabetta Rusconi                               |                                                      |  |  |       |  |  |                                          |  |  |                                          |  |